# Báb (powiat Nitra)
Báb – wieś i gmina (obec) w powiecie Nitra, w kraju nitrzańskim na Słowacji. Leży w południowo-zachodniej części Wysoczyzny Nitrzańskiej.
W 2011 roku populacja wynosiła 1035 osób, około 96,8% mieszkańców stanowili Słowacy, 0,9% Czesi.

## Historia
Wieś Báb powstała w 1955 z połączenia wsi Veľký Báb (węg. Nagybáb) i Malý Báb (węg. Kisbáb).
Pierwsza pisemna wzmianka o miejscowości Veľký Báb pochodzi z 1156, nazywała się wtedy Bab. W piśmie tym wspominana jest jako własność urzędnika nitrzańskiego zamku oraz jako parafia. W 1241, za panowania króla Beli IV, wieś została zniszczona przez Mongołów, a jej ludność wymordowana. Do 1268 pozostawała niezamieszkana, później zaczęli się tu osiedlać osadnicy niemieccy. W 1704 została spustoszona przez kuruców. W 1715 wieś miała winnicę i 38 gospodarstw domowych, w 1751 zamieszkiwało ją 78 rodzin. W 1787 wieś liczyła 90 domów i 445 mieszkańców, w 1828 – 57 domów i 400 mieszkańców. Ludność zajmowała się rolnictwem.
Malý Báb była po raz pierwszy wzmiankowana w 1365 jako Wybaab. W 1787 liczyła 111 domów i 528 mieszkańców, w 1828 – 71 domów i 496 mieszkańców. Ludność również zajmowała się rolnictwem.

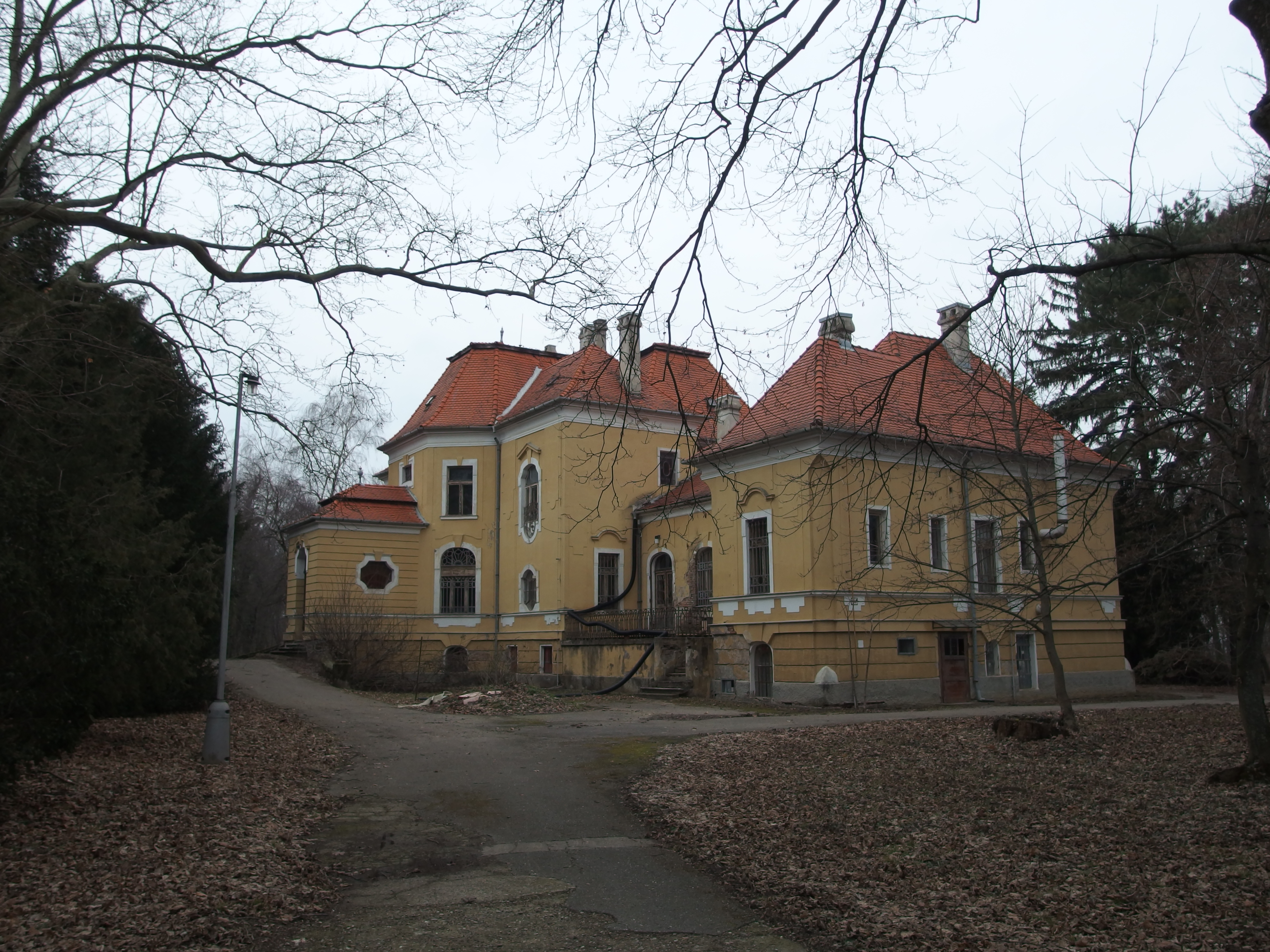
Kasztel z początku XX wieku

## Zabytki
- kościół rzymskokatolicki z 1721, zbudowany na miejscu starego kościoła[10]
- kasztel w stylu secesyjnym, z początku XX wieku[10]